# Albrecht II. (Sachsen-Wittenberg)

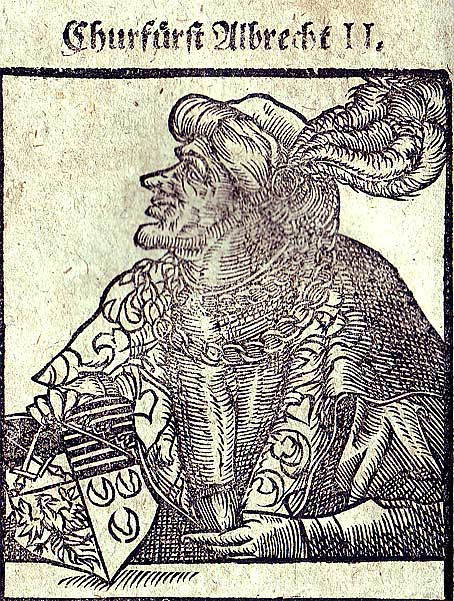
Albrecht II. von Sachsen-Wittenberg

Albrecht II., Herzog von Sachsen-Wittenberg, auch: Albert II. (* um 1250; † 25. August 1298 bei Aken) aus dem Geschlecht der Askanier war Kurfürst und Erzmarschall des Heiligen Römischen Reiches sowie Gründer des Herzogtums Sachsen-Wittenberg. Er regierte von 1260 bis 1298.

## Leben
Nach dem Tode Albrechts I. am 7. Oktober 1260 und dessen Beerdigung im Kloster Lehnin, übernahmen dessen Söhne, die Herzöge Johann I. (* um 1247 in Wittenberg; † 30. Juli 1286 in Wittenberg) und Albrecht II. gemeinschaftlich die Rechte eines Erzmarschalls, sowie das obere Lehnrecht über die niedersächsischen Grafschaften. Dabei übernahm Johann I. den Part der Regierung über das spätere Gebiet Sachsen-Lauenburg. Der jüngere Albrecht II. übernahm die Regierungsgeschäfte über den Teil, der später zum Herzogtum Sachsen-Wittenberg wurde.
Nach dem Erwerb der Burggrafschaft Magdeburg 1269 ist eine endgültige Aufteilung in zwei Herzogtümer Sachsen-Lauenburg unter der Herrschaft Johanns I. und Sachsen-Wittenberg unter der Herrschaft Albrechts II. nachgewiesen. Dessen Kammergüter erstreckten sich auf Gommern, Ranis, Elbenau und Gottau. Die eigentlichen Burggrafenrechte lagen jedoch alleinig bei Albrecht II.

### Heirat mit Agnes von Habsburg
Im weiteren Herrschaftsverlauf erwies es sich als Vorteil, das Stimmrecht (Kurstimme) als Erzmarschall bei der Königswahl Rudolf I. am 24. Oktober 1273 auszuüben. Dieser gab Albrecht II. dafür die Hand seiner Tochter Agnes am gleichen Tage, was wiederum ein gewisses politisches Wohlwollen des Königs hervorrief. So bekam Albrecht Lübeck als Schutzvogt zugewiesen, wo er seine Pfründe erweitern konnte.
Johann I. von Sachsen-Lauenburg trat nach rund 20 Jahren seiner unglücklichen Regierung 1282 das Regierungsrecht an seine Söhne ab und setzte während der Zeit ihrer Minderjährigkeit Albrecht II. als Vormund ein. Johann I. trat nach seiner Amtszeit in das Franziskanerkloster Wittenberg ein und wurde dessen Vorsteher (Guardian). Er starb am 30. Juli 1285 in Wittenberg.

### Pfalzgrafschaft Sachsen
Im Jahre 1288 erlangte Albrecht II. für seinen Sohn Rudolf I., von seinem Schwiegervater, dem römisch-deutschen König Rudolf I., die Belehnung der Pfalzgrafschaft Sachsen. Dies erregte den Unwillen der Wettiner, weil sie mit dem Kurrecht versehen war und sie sich hintergangen fühlten, was in der Folge zu ständigen Streitigkeiten führte.
Als der kinderlose Graf Otto IV. von Brehna auf dem Reichstag zu Erfurt plötzlich starb, fiel dieses Lehen an den deutschen König zurück. Nach altem Recht hätten die Wettiner nun auch den restlichen Teil der erloschenen Grafschaft Brehna bekommen sollen, doch durch das Eingreifen des Königs ging es 1290 an seinen minderjährigen Enkel Rudolf I. von Sachsen-Wittenberg, dessen Vormund sein Vater Albrecht war. So bestand auch kein Anspruch der Sachsen-Lauenburger Linie mehr auf den Besitz Albrechts II. Kampflos hatte Albrecht II. eine Vergrößerung seines Landes erhalten, das nun Brehna, Bitterfeld, Kemberg und das Gebiet bis zur mittleren Elbe und Elster umfasste. Allerdings muss dieser Vorgang nicht ganz ohne Gelder abgelaufen sein. Denn Albrecht II. verkaufte seine burggräflichen Rechte in der Stadt Magdeburg an die Wettiner, die dann jene an den Erzbischof von Magdeburg weitergaben. Vermutlich aber tat er dies, um die erhitzten Gemüter zu beruhigen.

### Ausübung der Kurwürde
Nach dem Tode seines Schwiegervaters griff Albrecht II. 1291 wiederum in die große Reichspolitik ein, als er sich nicht – wie erwartet – auf Seiten seines Schwagers Albrecht von Österreich schlug, sondern durch die Bemühungen und Versprechungen des Erzbischofs Gerhard II. von Mainz bei der Königswahl dem Verwandten des Erzbischofs, Adolf von Nassau, seine Stimme gab. Als römischer König regierte nun dieser Fürst von 1292 bis 1298, dann wurde er nicht zuletzt durch seinen eigenen Gönner, den Erzbischof von Mainz, durch eine Fürstenversammlung in Mainz abgesetzt und fiel bei Göllheim. Auch Albrecht II. hatte seine Kurrechte wahrgenommen und wählte nun doch noch seinen Schwager Albrecht I. von Österreich zum römischen König (1298 bis 1308). So nahm er an dessen Krönung in Aachen teil. Wie bei einer Königswahl üblich, wog auch Albrecht II. ab und gab dem die Stimme, von dem er sich die meisten Vorteile versprach.

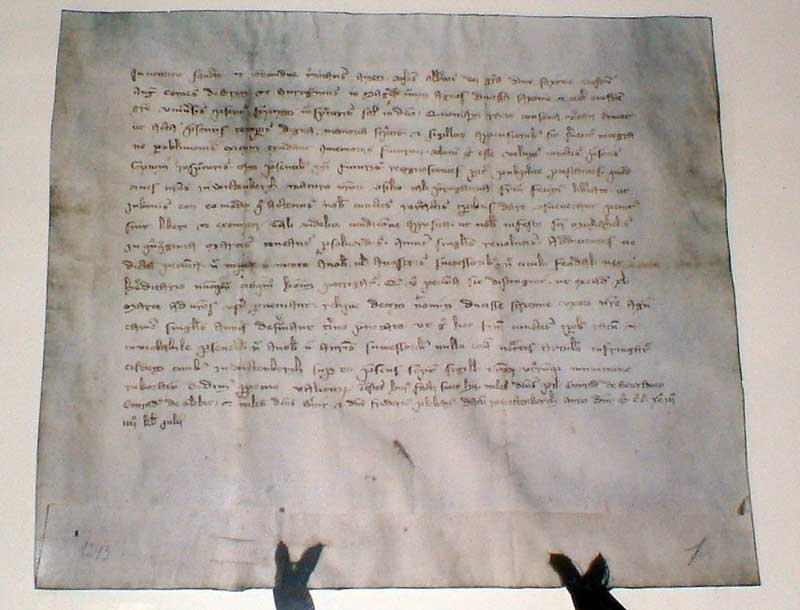
Stadtrechtsurkunde Wittenbergs 1293, erlassen von Albrecht II. von Sachsen-Wittenberg

### Tod
Um seine Residenz Wittenberg weiter zu stärken, verlieh er dieser am 27. Juni 1293 das Stadtrecht und versprach sich davon weiteren Nutzen. Albrecht II. hatte nicht wie sein Vater schwere Kämpfe um die Erhaltung des Herzogtums durchstehen müssen. Dennoch gab es immer wieder kriegerische Auseinandersetzungen, vor allen Dingen mit dem Erzbischof Günther I. von Magdeburg. So war es auch 1298, als es zu einer Fehde mit dem Erzbischof von Magdeburg kam. Schon vorher hatte der Herzog durch einen Pfeiltreffer am Kopf sich mit starken Schmerzen herumplagen müssen, doch in dieser Fehde bei Aken an der Elbe wurde er von einer Lanzenspitze tödlich getroffen.
Die Leiche des Herzogs wurde nach Wittenberg überführt und in der inzwischen fertiggestellten Klosterkirche der Franziskaner, der Begräbnisstätte der Askanier, mitten im Chor beigesetzt. Bei der Umbettung der Fürsten im Jahre 1883 war ersichtlich, dass der Herzog in einem groben Leinwandhemd beerdigt worden war. Auf der Brust des Hemdes war der Abdruck eines rostigen Eisenstückes zu erkennen.

## Nachkommen
Aus seiner am 24. Oktober 1273 in Aachen geschlossenen Ehe mit Agnes von Habsburg (* um 1257 in Rheinfelden; † 11. Oktober 1322 in Wittenberg), Tochter König Rudolfs I., stammen folgende sechs Kinder:
1. Rudolf I. (* um 1284 in Wittenberg; † 12. März 1356 Wittenberg)
2. Otto († 1349) ⚭ Lucie von Dalmatien
3. Albert († 19. Mai 1342 Passau), Bischof von Passau (1320–1342)
4. Wenzel († 17. März 1327 in Wittenberg), Domherr in Halberstadt
5. Elisabeth († 3. März 1341) ⚭ angeblich 1317 Obizzo III. d’Este-Ferrara in Italien
6. Anna († 22. November 1327 in Wismar)
  1. ⚭ 8. August 1308 in Meißen Markgraf Friedrich der Lahme (* 9. Mai 1293; † 13. Januar 1315) Sohn von Friedrich I. von Meißen
  2. ⚭ 6. Juli 1315 mit Herzog Heinrich II. von Mecklenburg, genannt der Löwe (* um 1267 in Riga; † 21. Januar 1329 in Doberan)